# 이바타 히로야스
이바타 히로야스(일본어: 井幡 博康, 1974년 6월 25일 ~ )는 일본의 전 축구 선수이자 현 축구 지도자로 나고야 그램퍼스 에이트, 혼다 기연, 제프 유나이티드 이치하라에서 활동했으며 현재 마루야스 오카자키 감독을 맡고 있다.

## 구단 경력
1994년 J1리그의 나고야 그램퍼스 에이트에 입단했다. 1996년부터 1999년까지 혼다 기연에서 뛰었다. 2000년 J1리그의 제프 유나이티드 이치하라로 이적했다. 2001년까지 20경기에 출전하여, 4득점을 넣었다. 2001년후 현역 은퇴.